# Haedong Goseungjeon
Het boek Haedong Goseungjeon was een compilatie van meest Koreaanse boeddhistische hagiografieën. De titel wordt meestal vertaald als Het leven van eminente Koreaanse monniken en handelt voornamelijk over de beroemde monniken uit de tijd van de drie koninkrijken.
Het werd samengesteld door de monnik Gakhun (각훈, 覺訓) (data onbekend) in opdracht van koning Gojong van Goryeo in 1215.
Het boekwerk is, samen met Samguk Sagi en Samguk Yusa, een van de belangrijkste bronnen betreffende de periode van de drie koninkrijken. De monnik Iryeon gebruikte de Haedong Goseungjeon een halve eeuw later bij het samenstellen van de Samguk Yusa.
Lange tijd werd aangenomen dat het werk verloren was gegaan, totdat in het begin van de 20e eeuw twee delen werden teruggevonden in een boeddhistische tempel in Seongju, Zuid-Korea. Slechts twee van de waarschijnlijk tien delen zijn teruggevonden. In deze twee delen staan de biografieën van beroemde en  minder beroemde monniken van Koguryo en Silla, en ook uit India en China. Helaas bevatten ze niet de biografieën van de meeste beroemde boeddhistische figuren uit die tijd, met name Wonhyo. Aangenomen wordt dat hun verhaal beschreven stond in de ontbrekende delen.